# نئالخو
نُئالِخو (به اسپانیایی: Noalejo) یکی از دهستان‌های استان خائن در کشور اسپانیا است. این شهر با مساحت ۴۹٫۶۶ کیلومتر مربع، ۲۱۰۶ تن جمعیت دارد.